# Isa Nacewa

a Compétitions nationales et continentales officielles uniquement.

b Matchs officiels uniquement.
Dernière mise à jour le 3 octobre 2018.
Isikeli Kurimavua Nacewa, né le 22 juillet 1982 à Auckland (Nouvelle-Zélande), est un joueur international fidjien de rugby à XV, jouant aux poste d'arrière.
Il fait partie du cercle très fermé des joueurs ayant remporté quatre fois la Champions Cup, en compagnie de Cian Healy, Cédric Heymans, Frédéric Michalak, Jonathan Sexton et Devin Toner. Un record dans la compétition. 

## Carrière

### En club
Après quatre années passées à jouer au sein du club de Auckland RFC et avec les Blues en Super 14, Isa Nacewa rejoint la province irlandaise du Leinster avec qui il signe un contrat de deux ans. Au terme de ces deux années de contrat, au vu de ces bonnes performances, il signe un nouveau contrat de 3 ans avec le Leinster. Il devient un joueur cadre du club. En 2013, âgé de seulement 30 ans, il choisit de prendre sa retraite. En 2015, deux ans après avoir arrêté le rugby, il sort de sa retraite au moment où le Leinster le rappelle pour pallier l'absence de nombreux joueurs retenus à la Coupe du monde. Il retrouve un club et un championnat qu'il connaît très bien. Sur le terrain, il enchaîne très vite les bonnes performances de haut niveau et redevient un titulaire à part entière. Il prolonge son contrat pour la saison 2016-2017.
Il met un terme définitif à sa carrière de joueur professionnel en juin 2018.

### En équipe nationale
Isa Nacewa obtient sa première cape internationale le 1er novembre 2003 à l’occasion d’un match contre l'équipe d'Écosse pour un match de poule de la coupe du monde de rugby 2003.

## Statistiques en équipe nationale
- 1 sélection avec l'équipe des Fidji
- Sélection par année : 1 en 2003

## Palmarès

### En club
- Auckland
  - Vainqueur du National Provincial Championship en 2003 et 2005
- Leinster
  - Vainqueur de la Coupe d'Europe en 2009, 2011, 2012 et 2018
  - Finaliste du Pro12 en 2010, 2011, 2012 et 2016
  - Vainqueur du Pro12 en 2013
  - Vainqueur du Challenge européen en 2013

### Distinctions personnelles
- Meilleur marqueur d'essais de la Coupe d'Europe en 2017